# Hầu tước xứ Bristol

Huy hiệu hầu tước xứ Bristol

Hầu tước xứ Bristol (Tiếng Anh: Marquess of Bristol) là một tước hiệu trong Đẳng cấp quý tộc Vương quốc Liên hiệp Anh do gia tộc Hervey nắm giữ từ năm 1826. Các tước vị phụ của Hầu tước xứ Bristol gồm có Bá tước xứ Bristol (được tạo ra vào năm 1714), Bá tước xứ Jermyn, của Horningsheath ở Hạt Suffolk (1826) và Nam tước xứ Hervey, của Ickworth ở Hạt Suffolk (1703). Nam tước xứ Hervey thuộc Đẳng cấp quý tộc Anh, Bá tước xứ Bristol thuộc Đẳng cấp quý tộc Đại Anh và Bá tước xứ Jermyn thuộc Đẳng cấp quý tộc Vương quốc Liên hiệp Anh. Bá tước xứ Jermyn được con trai cả và người thừa kế của Hầu tước xứ Bristol sử dụng làm tước hiệu lịch sự. Hầu tước Bristol cũng nắm giữ chức vụ Quản gia cấp cao cha truyền con nối của Liberty of St Edmund (một quyền tự do bao trùm toàn bộ Hạt Tây Suffolk trước đây). Người hiện đang nắm giữ những tước hiệu này là Frederick Hervey (sinh ngày 19 tháng 10 năm 1979), Hầu tước thứ 8 và Bá tước thứ 12 xứ Bristol.
Gia tộc Hervey (phát âm là 'Harvey') thường được coi là khác thường, nó có nguồn gốc từ người Frank. Từ thế kỷ 18, cụm từ "Khi Chúa tạo ra loài người, ngài đã tạo ra đàn ông, đàn bà và Herveys" được cho là của nhà triết học người Pháp Voltaire và của Quý bà Mary Wortley Montagu. Nó đã được đọc như một tài liệu tham khảo về sự độc đáo và lập dị được chú ý của Lãnh chúa Hervey thứ hai, nhưng đã được áp dụng cho gia tộc trong suốt nhiều thế kỷ. Theo Từ điển Tiểu sử Quốc gia, gia đình Hervey được mô tả là "năng động và dũng cảm, nhưng liều lĩnh và quá tự tin... rất nghiện mưu mô...". Tiến sĩ Johnson nghĩ rằng họ là bạn tốt: "Nếu bạn gọi con chó là Hervey," ông nói, "Tôi sẽ yêu nó."